# Tenontosaurus
Tenontosaurus ("lagarto tendão") foi um género de dinossauro herbívoro e semi-quadrúpede que viveu durante o período Cretáceo. Media em torno de 6,5 metros de comprimento, 4 metros de altura e pesava cerca de 1.500 quilogramas. Foi descoberto em 1970 pelo paleontólogo norte-americano John Ostrom.
Os Tenontosaurus viveram na América do Norte e pertenceu ao clado Iguanodontia. A espécie-tipo do género é denominada Tenontosaurus  tilletti. Além desta, o género também inclui uma segunda espécie Tenontosaurus dossi, descoberta em 1997.

## Descrição

Tamanho de membros do clado Iguadontia comparados. Tenontosaurus aparece em vermelho

Tinha cerca de 6,5 a 8 metros de comprimento e 3 metros de altura em uma postura bípede, com uma massa de algo entre 1 a 2 toneladas. Tinha uma cauda extraordinariamente longa e larga, que, como o dorso, era enrijecida por uma rede de tendões ossudos.

## Descoberta

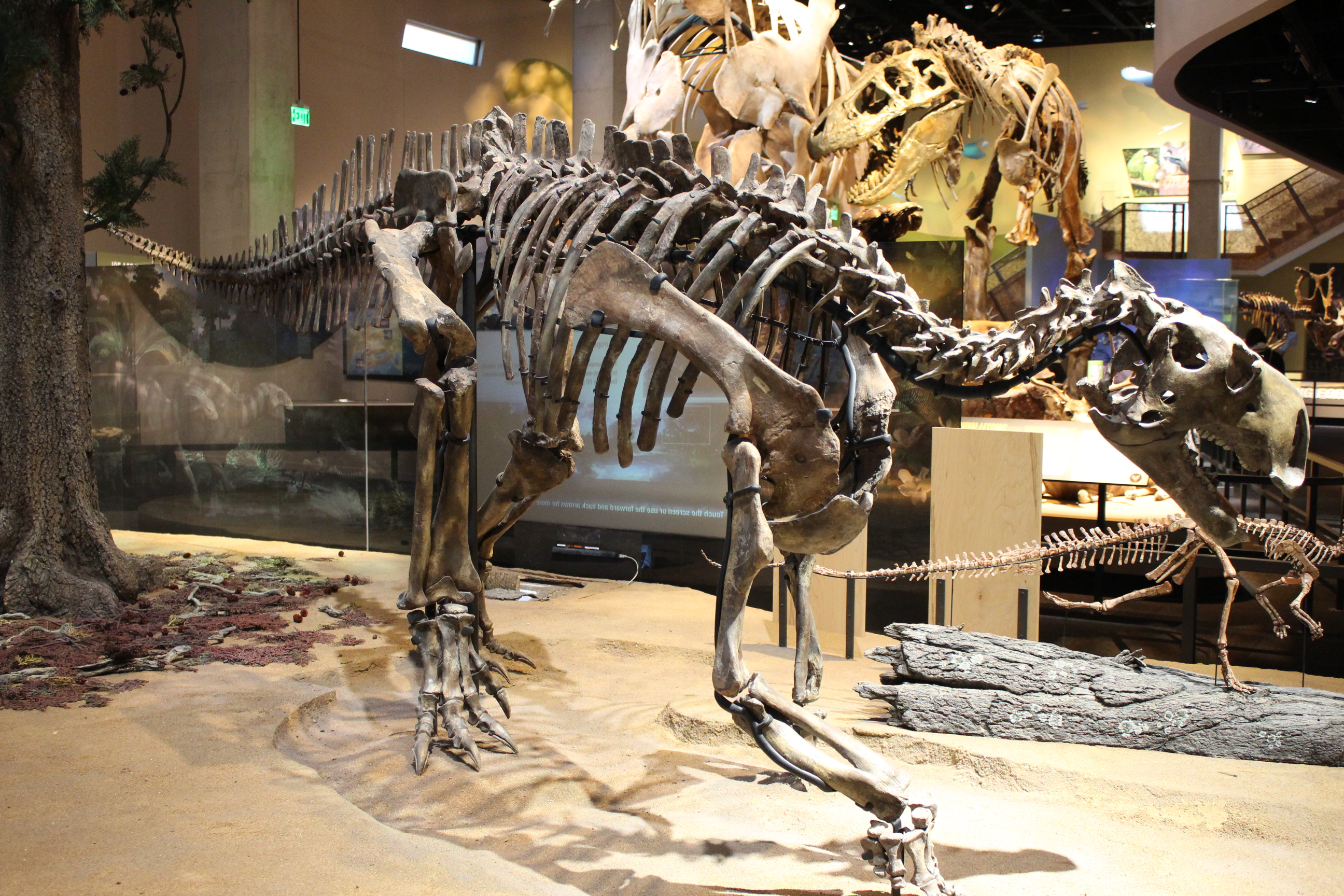
T. dossi em exibição no Museu Perot da Natureza e Ciência

O primeiro fóssil de Tenontosaurus foi encontrado em Big Horn County, Montana, por uma expedição do Museu Americano de História Natural (MAHN) em 1903. Escavações subsequentes na mesma área durante a década de 1930 revelaram mais 18 espécimes, e quatro espécimes foram encontrados durante a década de 1940. Apesar do grande número de espécimes fósseis, o animal não foi nomeado ou cientificamente descrito durante esta época, embora Barnum Brown do MAHN tenha dado a ele o nome informal de "Tenantosaurus", "lagarto tendão", em referência ao extenso sistema de tendões enrijecidos em suas costas e cauda.
Durante a década de 1960, a Universidade de Yale iniciou uma escavação extensa e de longo prazo na área da Bacia Big Horn (Formação Cloverly) de Montana e Wyoming. A expedição foi liderada por John Ostrom, cuja equipe descobriu mais de 40 novos espécimes. Após sua expedição, Ostrom foi o primeiro a descrever e nomear o animal, chamando-o de Tenontosaurus, uma ligeira variação na grafia do nome informal de Brown.
Desde 1970, muitos mais espécimes de Tenontosaurus foram relatados, tanto de Cloverly quanto de outras formações geológicas, incluindo a Formação Antlers em Oklahoma, Formação Paluxy do Texas, Formação Wayan de Idaho, Formação Cedar Mountain de Utah e Formação Arundel de Maryland.

## Classificação
O cladograma abaixo segue uma análise de Butler et al, 2011.
|  | Changchunsaurus |
|  |                 |
|  | Jeholosaurus    |
|  |                 |

|  | Gasparinisaura |
|  |                |
|  | Parksosaurus   |
|  |                |

|  | Bugenasaura    |
|  |                |
|  | Thescelosaurus |
|  |                |

|  | T. tilletti |
|  |             |
|  | T. dossi    |
|  |             |

|  | Dryosauridae                                                      |
|  |                                                                   |
|  | Ankylopollexia (inclui Iguanodon, hadrossaurídeoss, entre outros) |
|  |                                                                   |

|  | T. tilletti |
|  |             |
|  | T. dossi    |
|  |             |

|  | Dryosauridae                                                      |
|  |                                                                   |
|  | Ankylopollexia (inclui Iguanodon, hadrossaurídeoss, entre outros) |
|  |                                                                   |

|  | T. tilletti |
|  |             |
|  | T. dossi    |
|  |             |

|  | Dryosauridae                                                      |
|  |                                                                   |
|  | Ankylopollexia (inclui Iguanodon, hadrossaurídeoss, entre outros) |
|  |                                                                   |

|  | T. tilletti |
|  |             |
|  | T. dossi    |
|  |             |

|  | Dryosauridae                                                      |
|  |                                                                   |
|  | Ankylopollexia (inclui Iguanodon, hadrossaurídeoss, entre outros) |
|  |                                                                   |

|  | T. tilletti |
|  |             |
|  | T. dossi    |
|  |             |

|  | Dryosauridae                                                      |
|  |                                                                   |
|  | Ankylopollexia (inclui Iguanodon, hadrossaurídeoss, entre outros) |
|  |                                                                   |

|  | T. tilletti |
|  |             |
|  | T. dossi    |
|  |             |

|  | Dryosauridae                                                      |
|  |                                                                   |
|  | Ankylopollexia (inclui Iguanodon, hadrossaurídeoss, entre outros) |
|  |                                                                   |

|  | T. tilletti |
|  |             |
|  | T. dossi    |
|  |             |

|  | Dryosauridae                                                      |
|  |                                                                   |
|  | Ankylopollexia (inclui Iguanodon, hadrossaurídeoss, entre outros) |
|  |                                                                   |

|  | T. tilletti |
|  |             |
|  | T. dossi    |
|  |             |

|  | Dryosauridae                                                      |
|  |                                                                   |
|  | Ankylopollexia (inclui Iguanodon, hadrossaurídeoss, entre outros) |
|  |                                                                   |

|  | T. tilletti |
|  |             |
|  | T. dossi    |
|  |             |

|  | Dryosauridae                                                      |
|  |                                                                   |
|  | Ankylopollexia (inclui Iguanodon, hadrossaurídeoss, entre outros) |
|  |                                                                   |

|  | T. tilletti |
|  |             |
|  | T. dossi    |
|  |             |

|  | Dryosauridae                                                      |
|  |                                                                   |
|  | Ankylopollexia (inclui Iguanodon, hadrossaurídeoss, entre outros) |
|  |                                                                   |

|  | T. tilletti |
|  |             |
|  | T. dossi    |
|  |             |

|  | Dryosauridae                                                      |
|  |                                                                   |
|  | Ankylopollexia (inclui Iguanodon, hadrossaurídeoss, entre outros) |
|  |                                                                   |

|  | T. tilletti |
|  |             |
|  | T. dossi    |
|  |             |

|  | Dryosauridae                                                      |
|  |                                                                   |
|  | Ankylopollexia (inclui Iguanodon, hadrossaurídeoss, entre outros) |
|  |                                                                   |

|  | T. tilletti |
|  |             |
|  | T. dossi    |
|  |             |

|  | Dryosauridae                                                      |
|  |                                                                   |
|  | Ankylopollexia (inclui Iguanodon, hadrossaurídeoss, entre outros) |
|  |                                                                   |

|  | T. tilletti |
|  |             |
|  | T. dossi    |
|  |             |

|  | Dryosauridae                                                      |
|  |                                                                   |
|  | Ankylopollexia (inclui Iguanodon, hadrossaurídeoss, entre outros) |
|  |                                                                   |

|  | T. tilletti |
|  |             |
|  | T. dossi    |
|  |             |

|  | Dryosauridae                                                      |
|  |                                                                   |
|  | Ankylopollexia (inclui Iguanodon, hadrossaurídeoss, entre outros) |
|  |                                                                   |

|  | T. tilletti |
|  |             |
|  | T. dossi    |
|  |             |

|  | Dryosauridae                                                      |
|  |                                                                   |
|  | Ankylopollexia (inclui Iguanodon, hadrossaurídeoss, entre outros) |
|  |                                                                   |

|  | Bugenasaura    |
|  |                |
|  | Thescelosaurus |
|  |                |

|  | T. tilletti |
|  |             |
|  | T. dossi    |
|  |             |

|  | Dryosauridae                                                      |
|  |                                                                   |
|  | Ankylopollexia (inclui Iguanodon, hadrossaurídeoss, entre outros) |
|  |                                                                   |

|  | T. tilletti |
|  |             |
|  | T. dossi    |
|  |             |

|  | Dryosauridae                                                      |
|  |                                                                   |
|  | Ankylopollexia (inclui Iguanodon, hadrossaurídeoss, entre outros) |
|  |                                                                   |

|  | T. tilletti |
|  |             |
|  | T. dossi    |
|  |             |

|  | Dryosauridae                                                      |
|  |                                                                   |
|  | Ankylopollexia (inclui Iguanodon, hadrossaurídeoss, entre outros) |
|  |                                                                   |

|  | T. tilletti |
|  |             |
|  | T. dossi    |
|  |             |

|  | Dryosauridae                                                      |
|  |                                                                   |
|  | Ankylopollexia (inclui Iguanodon, hadrossaurídeoss, entre outros) |
|  |                                                                   |

|  | T. tilletti |
|  |             |
|  | T. dossi    |
|  |             |

|  | Dryosauridae                                                      |
|  |                                                                   |
|  | Ankylopollexia (inclui Iguanodon, hadrossaurídeoss, entre outros) |
|  |                                                                   |

|  | T. tilletti |
|  |             |
|  | T. dossi    |
|  |             |

|  | Dryosauridae                                                      |
|  |                                                                   |
|  | Ankylopollexia (inclui Iguanodon, hadrossaurídeoss, entre outros) |
|  |                                                                   |

|  | T. tilletti |
|  |             |
|  | T. dossi    |
|  |             |

|  | Dryosauridae                                                      |
|  |                                                                   |
|  | Ankylopollexia (inclui Iguanodon, hadrossaurídeoss, entre outros) |
|  |                                                                   |

|  | T. tilletti |
|  |             |
|  | T. dossi    |
|  |             |

|  | Dryosauridae                                                      |
|  |                                                                   |
|  | Ankylopollexia (inclui Iguanodon, hadrossaurídeoss, entre outros) |
|  |                                                                   |

|  | T. tilletti |
|  |             |
|  | T. dossi    |
|  |             |

|  | Dryosauridae                                                      |
|  |                                                                   |
|  | Ankylopollexia (inclui Iguanodon, hadrossaurídeoss, entre outros) |
|  |                                                                   |

|  | T. tilletti |
|  |             |
|  | T. dossi    |
|  |             |

|  | Dryosauridae                                                      |
|  |                                                                   |
|  | Ankylopollexia (inclui Iguanodon, hadrossaurídeoss, entre outros) |
|  |                                                                   |

|  | T. tilletti |
|  |             |
|  | T. dossi    |
|  |             |

|  | Dryosauridae                                                      |
|  |                                                                   |
|  | Ankylopollexia (inclui Iguanodon, hadrossaurídeoss, entre outros) |
|  |                                                                   |

|  | T. tilletti |
|  |             |
|  | T. dossi    |
|  |             |

|  | Dryosauridae                                                      |
|  |                                                                   |
|  | Ankylopollexia (inclui Iguanodon, hadrossaurídeoss, entre outros) |
|  |                                                                   |

|  | T. tilletti |
|  |             |
|  | T. dossi    |
|  |             |

|  | Dryosauridae                                                      |
|  |                                                                   |
|  | Ankylopollexia (inclui Iguanodon, hadrossaurídeoss, entre outros) |
|  |                                                                   |

|  | T. tilletti |
|  |             |
|  | T. dossi    |
|  |             |

|  | Dryosauridae                                                      |
|  |                                                                   |
|  | Ankylopollexia (inclui Iguanodon, hadrossaurídeoss, entre outros) |
|  |                                                                   |

|  | T. tilletti |
|  |             |
|  | T. dossi    |
|  |             |

|  | Dryosauridae                                                      |
|  |                                                                   |
|  | Ankylopollexia (inclui Iguanodon, hadrossaurídeoss, entre outros) |
|  |                                                                   |

|  | T. tilletti |
|  |             |
|  | T. dossi    |
|  |             |

|  | Dryosauridae                                                      |
|  |                                                                   |
|  | Ankylopollexia (inclui Iguanodon, hadrossaurídeoss, entre outros) |
|  |                                                                   |

|  | Gasparinisaura |
|  |                |
|  | Parksosaurus   |
|  |                |

|  | Bugenasaura    |
|  |                |
|  | Thescelosaurus |
|  |                |

|  | T. tilletti |
|  |             |
|  | T. dossi    |
|  |             |

|  | Dryosauridae                                                      |
|  |                                                                   |
|  | Ankylopollexia (inclui Iguanodon, hadrossaurídeoss, entre outros) |
|  |                                                                   |

|  | T. tilletti |
|  |             |
|  | T. dossi    |
|  |             |

|  | Dryosauridae                                                      |
|  |                                                                   |
|  | Ankylopollexia (inclui Iguanodon, hadrossaurídeoss, entre outros) |
|  |                                                                   |

|  | T. tilletti |
|  |             |
|  | T. dossi    |
|  |             |

|  | Dryosauridae                                                      |
|  |                                                                   |
|  | Ankylopollexia (inclui Iguanodon, hadrossaurídeoss, entre outros) |
|  |                                                                   |

|  | T. tilletti |
|  |             |
|  | T. dossi    |
|  |             |

|  | Dryosauridae                                                      |
|  |                                                                   |
|  | Ankylopollexia (inclui Iguanodon, hadrossaurídeoss, entre outros) |
|  |                                                                   |

|  | T. tilletti |
|  |             |
|  | T. dossi    |
|  |             |

|  | Dryosauridae                                                      |
|  |                                                                   |
|  | Ankylopollexia (inclui Iguanodon, hadrossaurídeoss, entre outros) |
|  |                                                                   |

|  | T. tilletti |
|  |             |
|  | T. dossi    |
|  |             |

|  | Dryosauridae                                                      |
|  |                                                                   |
|  | Ankylopollexia (inclui Iguanodon, hadrossaurídeoss, entre outros) |
|  |                                                                   |

|  | T. tilletti |
|  |             |
|  | T. dossi    |
|  |             |

|  | Dryosauridae                                                      |
|  |                                                                   |
|  | Ankylopollexia (inclui Iguanodon, hadrossaurídeoss, entre outros) |
|  |                                                                   |

|  | T. tilletti |
|  |             |
|  | T. dossi    |
|  |             |

|  | Dryosauridae                                                      |
|  |                                                                   |
|  | Ankylopollexia (inclui Iguanodon, hadrossaurídeoss, entre outros) |
|  |                                                                   |

|  | T. tilletti |
|  |             |
|  | T. dossi    |
|  |             |

|  | Dryosauridae                                                      |
|  |                                                                   |
|  | Ankylopollexia (inclui Iguanodon, hadrossaurídeoss, entre outros) |
|  |                                                                   |

|  | T. tilletti |
|  |             |
|  | T. dossi    |
|  |             |

|  | Dryosauridae                                                      |
|  |                                                                   |
|  | Ankylopollexia (inclui Iguanodon, hadrossaurídeoss, entre outros) |
|  |                                                                   |

|  | T. tilletti |
|  |             |
|  | T. dossi    |
|  |             |

|  | Dryosauridae                                                      |
|  |                                                                   |
|  | Ankylopollexia (inclui Iguanodon, hadrossaurídeoss, entre outros) |
|  |                                                                   |

|  | T. tilletti |
|  |             |
|  | T. dossi    |
|  |             |

|  | Dryosauridae                                                      |
|  |                                                                   |
|  | Ankylopollexia (inclui Iguanodon, hadrossaurídeoss, entre outros) |
|  |                                                                   |

|  | T. tilletti |
|  |             |
|  | T. dossi    |
|  |             |

|  | Dryosauridae                                                      |
|  |                                                                   |
|  | Ankylopollexia (inclui Iguanodon, hadrossaurídeoss, entre outros) |
|  |                                                                   |

|  | T. tilletti |
|  |             |
|  | T. dossi    |
|  |             |

|  | Dryosauridae                                                      |
|  |                                                                   |
|  | Ankylopollexia (inclui Iguanodon, hadrossaurídeoss, entre outros) |
|  |                                                                   |

|  | T. tilletti |
|  |             |
|  | T. dossi    |
|  |             |

|  | Dryosauridae                                                      |
|  |                                                                   |
|  | Ankylopollexia (inclui Iguanodon, hadrossaurídeoss, entre outros) |
|  |                                                                   |

|  | T. tilletti |
|  |             |
|  | T. dossi    |
|  |             |

|  | Dryosauridae                                                      |
|  |                                                                   |
|  | Ankylopollexia (inclui Iguanodon, hadrossaurídeoss, entre outros) |
|  |                                                                   |

|  | Bugenasaura    |
|  |                |
|  | Thescelosaurus |
|  |                |

|  | T. tilletti |
|  |             |
|  | T. dossi    |
|  |             |

|  | Dryosauridae                                                      |
|  |                                                                   |
|  | Ankylopollexia (inclui Iguanodon, hadrossaurídeoss, entre outros) |
|  |                                                                   |

|  | T. tilletti |
|  |             |
|  | T. dossi    |
|  |             |

|  | Dryosauridae                                                      |
|  |                                                                   |
|  | Ankylopollexia (inclui Iguanodon, hadrossaurídeoss, entre outros) |
|  |                                                                   |

|  | T. tilletti |
|  |             |
|  | T. dossi    |
|  |             |

|  | Dryosauridae                                                      |
|  |                                                                   |
|  | Ankylopollexia (inclui Iguanodon, hadrossaurídeoss, entre outros) |
|  |                                                                   |

|  | T. tilletti |
|  |             |
|  | T. dossi    |
|  |             |

|  | Dryosauridae                                                      |
|  |                                                                   |
|  | Ankylopollexia (inclui Iguanodon, hadrossaurídeoss, entre outros) |
|  |                                                                   |

|  | T. tilletti |
|  |             |
|  | T. dossi    |
|  |             |

|  | Dryosauridae                                                      |
|  |                                                                   |
|  | Ankylopollexia (inclui Iguanodon, hadrossaurídeoss, entre outros) |
|  |                                                                   |

|  | T. tilletti |
|  |             |
|  | T. dossi    |
|  |             |

|  | Dryosauridae                                                      |
|  |                                                                   |
|  | Ankylopollexia (inclui Iguanodon, hadrossaurídeoss, entre outros) |
|  |                                                                   |

|  | T. tilletti |
|  |             |
|  | T. dossi    |
|  |             |

|  | Dryosauridae                                                      |
|  |                                                                   |
|  | Ankylopollexia (inclui Iguanodon, hadrossaurídeoss, entre outros) |
|  |                                                                   |

|  | T. tilletti |
|  |             |
|  | T. dossi    |
|  |             |

|  | Dryosauridae                                                      |
|  |                                                                   |
|  | Ankylopollexia (inclui Iguanodon, hadrossaurídeoss, entre outros) |
|  |                                                                   |

|  | T. tilletti |
|  |             |
|  | T. dossi    |
|  |             |

|  | Dryosauridae                                                      |
|  |                                                                   |
|  | Ankylopollexia (inclui Iguanodon, hadrossaurídeoss, entre outros) |
|  |                                                                   |

|  | T. tilletti |
|  |             |
|  | T. dossi    |
|  |             |

|  | Dryosauridae                                                      |
|  |                                                                   |
|  | Ankylopollexia (inclui Iguanodon, hadrossaurídeoss, entre outros) |
|  |                                                                   |

|  | T. tilletti |
|  |             |
|  | T. dossi    |
|  |             |

|  | Dryosauridae                                                      |
|  |                                                                   |
|  | Ankylopollexia (inclui Iguanodon, hadrossaurídeoss, entre outros) |
|  |                                                                   |

|  | T. tilletti |
|  |             |
|  | T. dossi    |
|  |             |

|  | Dryosauridae                                                      |
|  |                                                                   |
|  | Ankylopollexia (inclui Iguanodon, hadrossaurídeoss, entre outros) |
|  |                                                                   |

|  | T. tilletti |
|  |             |
|  | T. dossi    |
|  |             |

|  | Dryosauridae                                                      |
|  |                                                                   |
|  | Ankylopollexia (inclui Iguanodon, hadrossaurídeoss, entre outros) |
|  |                                                                   |

|  | T. tilletti |
|  |             |
|  | T. dossi    |
|  |             |

|  | Dryosauridae                                                      |
|  |                                                                   |
|  | Ankylopollexia (inclui Iguanodon, hadrossaurídeoss, entre outros) |
|  |                                                                   |

|  | T. tilletti |
|  |             |
|  | T. dossi    |
|  |             |

|  | Dryosauridae                                                      |
|  |                                                                   |
|  | Ankylopollexia (inclui Iguanodon, hadrossaurídeoss, entre outros) |
|  |                                                                   |

|  | T. tilletti |
|  |             |
|  | T. dossi    |
|  |             |

|  | Dryosauridae                                                      |
|  |                                                                   |
|  | Ankylopollexia (inclui Iguanodon, hadrossaurídeoss, entre outros) |
|  |                                                                   |

|  | Changchunsaurus |
|  |                 |
|  | Jeholosaurus    |
|  |                 |

|  | Gasparinisaura |
|  |                |
|  | Parksosaurus   |
|  |                |

|  | Bugenasaura    |
|  |                |
|  | Thescelosaurus |
|  |                |

|  | T. tilletti |
|  |             |
|  | T. dossi    |
|  |             |

|  | Dryosauridae                                                      |
|  |                                                                   |
|  | Ankylopollexia (inclui Iguanodon, hadrossaurídeoss, entre outros) |
|  |                                                                   |

|  | T. tilletti |
|  |             |
|  | T. dossi    |
|  |             |

|  | Dryosauridae                                                      |
|  |                                                                   |
|  | Ankylopollexia (inclui Iguanodon, hadrossaurídeoss, entre outros) |
|  |                                                                   |

|  | T. tilletti |
|  |             |
|  | T. dossi    |
|  |             |

|  | Dryosauridae                                                      |
|  |                                                                   |
|  | Ankylopollexia (inclui Iguanodon, hadrossaurídeoss, entre outros) |
|  |                                                                   |

|  | T. tilletti |
|  |             |
|  | T. dossi    |
|  |             |

|  | Dryosauridae                                                      |
|  |                                                                   |
|  | Ankylopollexia (inclui Iguanodon, hadrossaurídeoss, entre outros) |
|  |                                                                   |

|  | T. tilletti |
|  |             |
|  | T. dossi    |
|  |             |

|  | Dryosauridae                                                      |
|  |                                                                   |
|  | Ankylopollexia (inclui Iguanodon, hadrossaurídeoss, entre outros) |
|  |                                                                   |

|  | T. tilletti |
|  |             |
|  | T. dossi    |
|  |             |

|  | Dryosauridae                                                      |
|  |                                                                   |
|  | Ankylopollexia (inclui Iguanodon, hadrossaurídeoss, entre outros) |
|  |                                                                   |

|  | T. tilletti |
|  |             |
|  | T. dossi    |
|  |             |

|  | Dryosauridae                                                      |
|  |                                                                   |
|  | Ankylopollexia (inclui Iguanodon, hadrossaurídeoss, entre outros) |
|  |                                                                   |

|  | T. tilletti |
|  |             |
|  | T. dossi    |
|  |             |

|  | Dryosauridae                                                      |
|  |                                                                   |
|  | Ankylopollexia (inclui Iguanodon, hadrossaurídeoss, entre outros) |
|  |                                                                   |

|  | T. tilletti |
|  |             |
|  | T. dossi    |
|  |             |

|  | Dryosauridae                                                      |
|  |                                                                   |
|  | Ankylopollexia (inclui Iguanodon, hadrossaurídeoss, entre outros) |
|  |                                                                   |

|  | T. tilletti |
|  |             |
|  | T. dossi    |
|  |             |

|  | Dryosauridae                                                      |
|  |                                                                   |
|  | Ankylopollexia (inclui Iguanodon, hadrossaurídeoss, entre outros) |
|  |                                                                   |

|  | T. tilletti |
|  |             |
|  | T. dossi    |
|  |             |

|  | Dryosauridae                                                      |
|  |                                                                   |
|  | Ankylopollexia (inclui Iguanodon, hadrossaurídeoss, entre outros) |
|  |                                                                   |

|  | T. tilletti |
|  |             |
|  | T. dossi    |
|  |             |

|  | Dryosauridae                                                      |
|  |                                                                   |
|  | Ankylopollexia (inclui Iguanodon, hadrossaurídeoss, entre outros) |
|  |                                                                   |

|  | T. tilletti |
|  |             |
|  | T. dossi    |
|  |             |

|  | Dryosauridae                                                      |
|  |                                                                   |
|  | Ankylopollexia (inclui Iguanodon, hadrossaurídeoss, entre outros) |
|  |                                                                   |

|  | T. tilletti |
|  |             |
|  | T. dossi    |
|  |             |

|  | Dryosauridae                                                      |
|  |                                                                   |
|  | Ankylopollexia (inclui Iguanodon, hadrossaurídeoss, entre outros) |
|  |                                                                   |

|  | T. tilletti |
|  |             |
|  | T. dossi    |
|  |             |

|  | Dryosauridae                                                      |
|  |                                                                   |
|  | Ankylopollexia (inclui Iguanodon, hadrossaurídeoss, entre outros) |
|  |                                                                   |

|  | T. tilletti |
|  |             |
|  | T. dossi    |
|  |             |

|  | Dryosauridae                                                      |
|  |                                                                   |
|  | Ankylopollexia (inclui Iguanodon, hadrossaurídeoss, entre outros) |
|  |                                                                   |

|  | Bugenasaura    |
|  |                |
|  | Thescelosaurus |
|  |                |

|  | T. tilletti |
|  |             |
|  | T. dossi    |
|  |             |

|  | Dryosauridae                                                      |
|  |                                                                   |
|  | Ankylopollexia (inclui Iguanodon, hadrossaurídeoss, entre outros) |
|  |                                                                   |

|  | T. tilletti |
|  |             |
|  | T. dossi    |
|  |             |

|  | Dryosauridae                                                      |
|  |                                                                   |
|  | Ankylopollexia (inclui Iguanodon, hadrossaurídeoss, entre outros) |
|  |                                                                   |

|  | T. tilletti |
|  |             |
|  | T. dossi    |
|  |             |

|  | Dryosauridae                                                      |
|  |                                                                   |
|  | Ankylopollexia (inclui Iguanodon, hadrossaurídeoss, entre outros) |
|  |                                                                   |

|  | T. tilletti |
|  |             |
|  | T. dossi    |
|  |             |

|  | Dryosauridae                                                      |
|  |                                                                   |
|  | Ankylopollexia (inclui Iguanodon, hadrossaurídeoss, entre outros) |
|  |                                                                   |

|  | T. tilletti |
|  |             |
|  | T. dossi    |
|  |             |

|  | Dryosauridae                                                      |
|  |                                                                   |
|  | Ankylopollexia (inclui Iguanodon, hadrossaurídeoss, entre outros) |
|  |                                                                   |

|  | T. tilletti |
|  |             |
|  | T. dossi    |
|  |             |

|  | Dryosauridae                                                      |
|  |                                                                   |
|  | Ankylopollexia (inclui Iguanodon, hadrossaurídeoss, entre outros) |
|  |                                                                   |

|  | T. tilletti |
|  |             |
|  | T. dossi    |
|  |             |

|  | Dryosauridae                                                      |
|  |                                                                   |
|  | Ankylopollexia (inclui Iguanodon, hadrossaurídeoss, entre outros) |
|  |                                                                   |

|  | T. tilletti |
|  |             |
|  | T. dossi    |
|  |             |

|  | Dryosauridae                                                      |
|  |                                                                   |
|  | Ankylopollexia (inclui Iguanodon, hadrossaurídeoss, entre outros) |
|  |                                                                   |

|  | T. tilletti |
|  |             |
|  | T. dossi    |
|  |             |

|  | Dryosauridae                                                      |
|  |                                                                   |
|  | Ankylopollexia (inclui Iguanodon, hadrossaurídeoss, entre outros) |
|  |                                                                   |

|  | T. tilletti |
|  |             |
|  | T. dossi    |
|  |             |

|  | Dryosauridae                                                      |
|  |                                                                   |
|  | Ankylopollexia (inclui Iguanodon, hadrossaurídeoss, entre outros) |
|  |                                                                   |

|  | T. tilletti |
|  |             |
|  | T. dossi    |
|  |             |

|  | Dryosauridae                                                      |
|  |                                                                   |
|  | Ankylopollexia (inclui Iguanodon, hadrossaurídeoss, entre outros) |
|  |                                                                   |

|  | T. tilletti |
|  |             |
|  | T. dossi    |
|  |             |

|  | Dryosauridae                                                      |
|  |                                                                   |
|  | Ankylopollexia (inclui Iguanodon, hadrossaurídeoss, entre outros) |
|  |                                                                   |

|  | T. tilletti |
|  |             |
|  | T. dossi    |
|  |             |

|  | Dryosauridae                                                      |
|  |                                                                   |
|  | Ankylopollexia (inclui Iguanodon, hadrossaurídeoss, entre outros) |
|  |                                                                   |

|  | T. tilletti |
|  |             |
|  | T. dossi    |
|  |             |

|  | Dryosauridae                                                      |
|  |                                                                   |
|  | Ankylopollexia (inclui Iguanodon, hadrossaurídeoss, entre outros) |
|  |                                                                   |

|  | T. tilletti |
|  |             |
|  | T. dossi    |
|  |             |

|  | Dryosauridae                                                      |
|  |                                                                   |
|  | Ankylopollexia (inclui Iguanodon, hadrossaurídeoss, entre outros) |
|  |                                                                   |

|  | T. tilletti |
|  |             |
|  | T. dossi    |
|  |             |

|  | Dryosauridae                                                      |
|  |                                                                   |
|  | Ankylopollexia (inclui Iguanodon, hadrossaurídeoss, entre outros) |
|  |                                                                   |

|  | Gasparinisaura |
|  |                |
|  | Parksosaurus   |
|  |                |

|  | Bugenasaura    |
|  |                |
|  | Thescelosaurus |
|  |                |

|  | T. tilletti |
|  |             |
|  | T. dossi    |
|  |             |

|  | Dryosauridae                                                      |
|  |                                                                   |
|  | Ankylopollexia (inclui Iguanodon, hadrossaurídeoss, entre outros) |
|  |                                                                   |

|  | T. tilletti |
|  |             |
|  | T. dossi    |
|  |             |

|  | Dryosauridae                                                      |
|  |                                                                   |
|  | Ankylopollexia (inclui Iguanodon, hadrossaurídeoss, entre outros) |
|  |                                                                   |

|  | T. tilletti |
|  |             |
|  | T. dossi    |
|  |             |

|  | Dryosauridae                                                      |
|  |                                                                   |
|  | Ankylopollexia (inclui Iguanodon, hadrossaurídeoss, entre outros) |
|  |                                                                   |

|  | T. tilletti |
|  |             |
|  | T. dossi    |
|  |             |

|  | Dryosauridae                                                      |
|  |                                                                   |
|  | Ankylopollexia (inclui Iguanodon, hadrossaurídeoss, entre outros) |
|  |                                                                   |

|  | T. tilletti |
|  |             |
|  | T. dossi    |
|  |             |

|  | Dryosauridae                                                      |
|  |                                                                   |
|  | Ankylopollexia (inclui Iguanodon, hadrossaurídeoss, entre outros) |
|  |                                                                   |

|  | T. tilletti |
|  |             |
|  | T. dossi    |
|  |             |

|  | Dryosauridae                                                      |
|  |                                                                   |
|  | Ankylopollexia (inclui Iguanodon, hadrossaurídeoss, entre outros) |
|  |                                                                   |

|  | T. tilletti |
|  |             |
|  | T. dossi    |
|  |             |

|  | Dryosauridae                                                      |
|  |                                                                   |
|  | Ankylopollexia (inclui Iguanodon, hadrossaurídeoss, entre outros) |
|  |                                                                   |

|  | T. tilletti |
|  |             |
|  | T. dossi    |
|  |             |

|  | Dryosauridae                                                      |
|  |                                                                   |
|  | Ankylopollexia (inclui Iguanodon, hadrossaurídeoss, entre outros) |
|  |                                                                   |

|  | T. tilletti |
|  |             |
|  | T. dossi    |
|  |             |

|  | Dryosauridae                                                      |
|  |                                                                   |
|  | Ankylopollexia (inclui Iguanodon, hadrossaurídeoss, entre outros) |
|  |                                                                   |

|  | T. tilletti |
|  |             |
|  | T. dossi    |
|  |             |

|  | Dryosauridae                                                      |
|  |                                                                   |
|  | Ankylopollexia (inclui Iguanodon, hadrossaurídeoss, entre outros) |
|  |                                                                   |

|  | T. tilletti |
|  |             |
|  | T. dossi    |
|  |             |

|  | Dryosauridae                                                      |
|  |                                                                   |
|  | Ankylopollexia (inclui Iguanodon, hadrossaurídeoss, entre outros) |
|  |                                                                   |

|  | T. tilletti |
|  |             |
|  | T. dossi    |
|  |             |

|  | Dryosauridae                                                      |
|  |                                                                   |
|  | Ankylopollexia (inclui Iguanodon, hadrossaurídeoss, entre outros) |
|  |                                                                   |

|  | T. tilletti |
|  |             |
|  | T. dossi    |
|  |             |

|  | Dryosauridae                                                      |
|  |                                                                   |
|  | Ankylopollexia (inclui Iguanodon, hadrossaurídeoss, entre outros) |
|  |                                                                   |

|  | T. tilletti |
|  |             |
|  | T. dossi    |
|  |             |

|  | Dryosauridae                                                      |
|  |                                                                   |
|  | Ankylopollexia (inclui Iguanodon, hadrossaurídeoss, entre outros) |
|  |                                                                   |

|  | T. tilletti |
|  |             |
|  | T. dossi    |
|  |             |

|  | Dryosauridae                                                      |
|  |                                                                   |
|  | Ankylopollexia (inclui Iguanodon, hadrossaurídeoss, entre outros) |
|  |                                                                   |

|  | T. tilletti |
|  |             |
|  | T. dossi    |
|  |             |

|  | Dryosauridae                                                      |
|  |                                                                   |
|  | Ankylopollexia (inclui Iguanodon, hadrossaurídeoss, entre outros) |
|  |                                                                   |

|  | Bugenasaura    |
|  |                |
|  | Thescelosaurus |
|  |                |

|  | T. tilletti |
|  |             |
|  | T. dossi    |
|  |             |

|  | Dryosauridae                                                      |
|  |                                                                   |
|  | Ankylopollexia (inclui Iguanodon, hadrossaurídeoss, entre outros) |
|  |                                                                   |

|  | T. tilletti |
|  |             |
|  | T. dossi    |
|  |             |

|  | Dryosauridae                                                      |
|  |                                                                   |
|  | Ankylopollexia (inclui Iguanodon, hadrossaurídeoss, entre outros) |
|  |                                                                   |

|  | T. tilletti |
|  |             |
|  | T. dossi    |
|  |             |

|  | Dryosauridae                                                      |
|  |                                                                   |
|  | Ankylopollexia (inclui Iguanodon, hadrossaurídeoss, entre outros) |
|  |                                                                   |

|  | T. tilletti |
|  |             |
|  | T. dossi    |
|  |             |

|  | Dryosauridae                                                      |
|  |                                                                   |
|  | Ankylopollexia (inclui Iguanodon, hadrossaurídeoss, entre outros) |
|  |                                                                   |

|  | T. tilletti |
|  |             |
|  | T. dossi    |
|  |             |

|  | Dryosauridae                                                      |
|  |                                                                   |
|  | Ankylopollexia (inclui Iguanodon, hadrossaurídeoss, entre outros) |
|  |                                                                   |

|  | T. tilletti |
|  |             |
|  | T. dossi    |
|  |             |

|  | Dryosauridae                                                      |
|  |                                                                   |
|  | Ankylopollexia (inclui Iguanodon, hadrossaurídeoss, entre outros) |
|  |                                                                   |

|  | T. tilletti |
|  |             |
|  | T. dossi    |
|  |             |

|  | Dryosauridae                                                      |
|  |                                                                   |
|  | Ankylopollexia (inclui Iguanodon, hadrossaurídeoss, entre outros) |
|  |                                                                   |

|  | T. tilletti |
|  |             |
|  | T. dossi    |
|  |             |

|  | Dryosauridae                                                      |
|  |                                                                   |
|  | Ankylopollexia (inclui Iguanodon, hadrossaurídeoss, entre outros) |
|  |                                                                   |

|  | T. tilletti |
|  |             |
|  | T. dossi    |
|  |             |

|  | Dryosauridae                                                      |
|  |                                                                   |
|  | Ankylopollexia (inclui Iguanodon, hadrossaurídeoss, entre outros) |
|  |                                                                   |

|  | T. tilletti |
|  |             |
|  | T. dossi    |
|  |             |

|  | Dryosauridae                                                      |
|  |                                                                   |
|  | Ankylopollexia (inclui Iguanodon, hadrossaurídeoss, entre outros) |
|  |                                                                   |

|  | T. tilletti |
|  |             |
|  | T. dossi    |
|  |             |

|  | Dryosauridae                                                      |
|  |                                                                   |
|  | Ankylopollexia (inclui Iguanodon, hadrossaurídeoss, entre outros) |
|  |                                                                   |

|  | T. tilletti |
|  |             |
|  | T. dossi    |
|  |             |

|  | Dryosauridae                                                      |
|  |                                                                   |
|  | Ankylopollexia (inclui Iguanodon, hadrossaurídeoss, entre outros) |
|  |                                                                   |

|  | T. tilletti |
|  |             |
|  | T. dossi    |
|  |             |

|  | Dryosauridae                                                      |
|  |                                                                   |
|  | Ankylopollexia (inclui Iguanodon, hadrossaurídeoss, entre outros) |
|  |                                                                   |

|  | T. tilletti |
|  |             |
|  | T. dossi    |
|  |             |

|  | Dryosauridae                                                      |
|  |                                                                   |
|  | Ankylopollexia (inclui Iguanodon, hadrossaurídeoss, entre outros) |
|  |                                                                   |

|  | T. tilletti |
|  |             |
|  | T. dossi    |
|  |             |

|  | Dryosauridae                                                      |
|  |                                                                   |
|  | Ankylopollexia (inclui Iguanodon, hadrossaurídeoss, entre outros) |
|  |                                                                   |

|  | T. tilletti |
|  |             |
|  | T. dossi    |
|  |             |

|  | Dryosauridae                                                      |
|  |                                                                   |
|  | Ankylopollexia (inclui Iguanodon, hadrossaurídeoss, entre outros) |
|  |                                                                   |

## Paleobiologia

### Dieta
A vida vegetal no ecossistema onde viveu o Tenontosaurus era provavelmente dominada por samambaias e versões arbóreas das mesmas, além de cicadáceas e possivelmente plantas com flores primitivas. Plantas e árvores maiores foram representadas por gimnospermas, como coníferas e árvores de ginkgo. O Tenontosaurus era um típico vagante baixo e um adulto teria uma altura máxima para observar os arredores de cerca de 3 metros se adotasse uma postura bípede. Isso restringia o Tenontosaurus, especialmente os juvenis, a comer samambaias e arbustos de baixo crescimento. Seu bico poderoso em forma de U e as superfícies cortantes angulares de seus dentes, no entanto, significavam que ela não se limitava a qual parte da planta consumia. Folhas, madeira e até frutas podem ter feito parte de sua dieta.

### Predadores

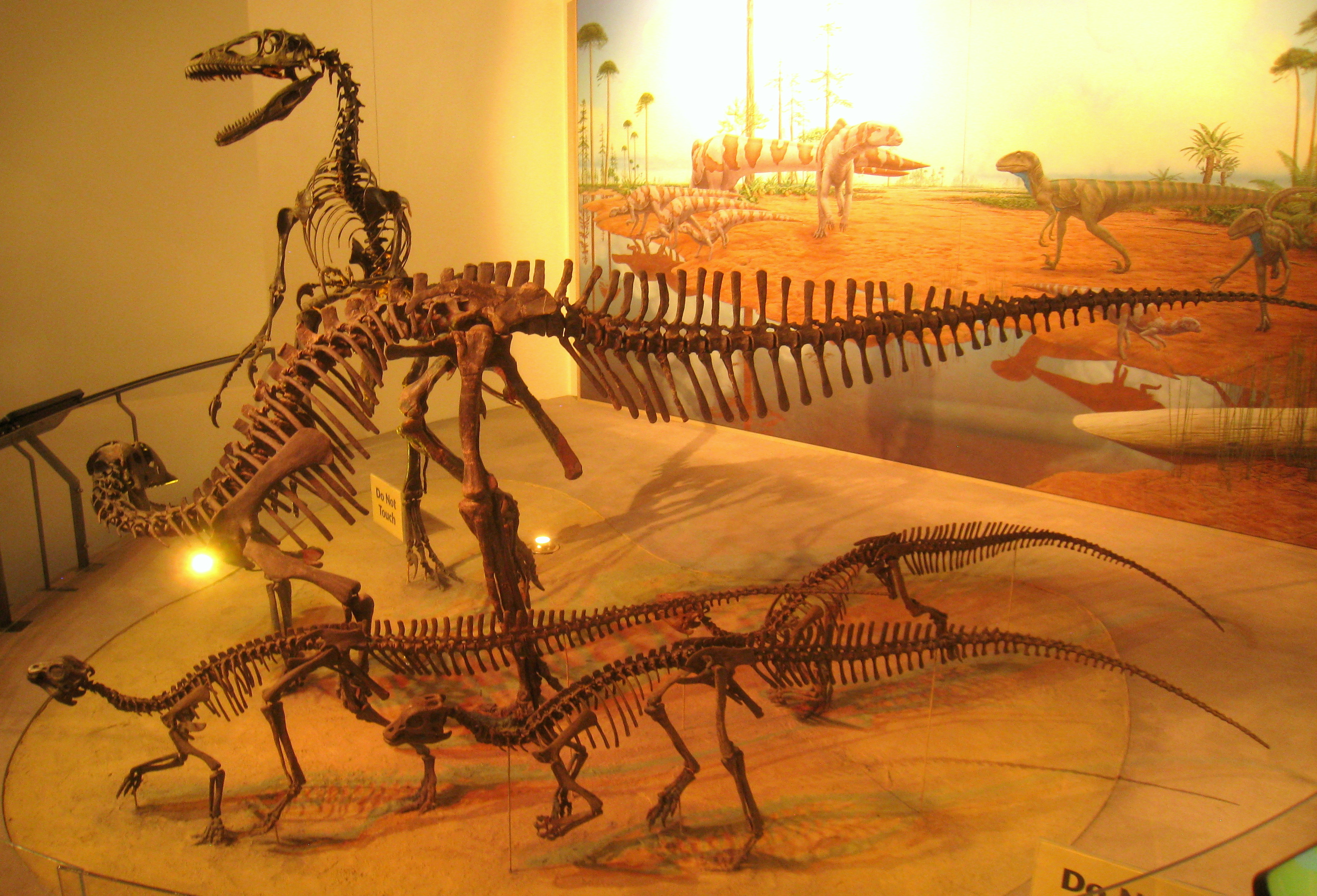
T. tilletti com juvenis, na frente de Deinonychus, Academia de Ciências Naturais, Filadelfia, EUA

Dentes e vários esqueletos pertencentes ao carnívoro terópode Deinonychus foram freqüentemente descobertos associados a restos de Tenontosaurus tilletti. Espécimes de Tenontosaurus foram encontrados em mais de 50 locais, e 14 deles também contêm restos de Deinonychus. De acordo com um estudo de 1995, apenas seis locais contendo fósseis de Deinonychus não contêm vestígios de Tenontosaurus, e restos deste carnívros raramente são encontrados associados a outras presas em potencial, como Sauropelta. Ao todo, 20% dos fósseis de Tenontosaurus são encontrados próximos ao Deinonychus, e vários cientistas sugeriram que isso implica que o este carnívoro era o principal predador do Tenontosaurus. No entanto, o Deinonychus adulto era muito menor do que o Tenontosaurus adulto, e é improvável que um único destes carnívoros fosse capaz de atacar um destes herbívoros corpulentos. Embora alguns cientistas tenham sugerido que Deinonychus deve ter sido um caçador de matilha, esta visão foi contestada com base em uma suposta falta de evidência para caça coordenada (ao invés de comportamento de assédio moral como na maioria dos pássaros e répteis modernos, embora crocodilianos tenham sido documentados para caçar cooperativamente na ocasião), bem como evidências de que o Deinonychus pode ter se canibalizado, assim como o Tenontosaurus, em um frenesi alimentar. É provável que o Deinonychus favorecesse o Tenontosaurus juvenil e que, quando este atingisse um certo tamanho, ele sairia do intervalo como fonte de alimento para os pequenos terópodes, embora eles possam ter eliminado indivíduos maiores. O fato de que a maioria dos restos de Tenontosaurus encontrados com Deinonychus serem de indivíduos em fase de crescimento apóia essa visão. Ele também viveu na mesma área que o grande dinossauro carnívoro Acrocanthosaurus.

### Reprodução
A presença de tecido ósseo medular na coxa e na tíbia de um espécime indica que o Tenontosaurus utilizou esse tecido, hoje encontrado apenas em aves que põem ovos, na reprodução. Além disso, como o Tiranossauro e o Alossauro, dois outros dinossauros conhecidos por terem produzido osso medular, o indivíduo não estava em tamanho adulto após sua morte aos 8 anos de idade. Como a linha de dinossauros terópodes que inclui o Allosaurus e o Tyrannosaurus divergiu da linha que levou ao Tenontosaurus no início da evolução dos dinossauros, isso sugere que os dinossauros em geral produziram tecido medular e atingiram a maturidade reprodutiva antes do tamanho máximo.. Um estudo histológico mostrou que T. tilletti cresceu rapidamente no início da vida e durante a ontogenia subadulta, mas cresceu muito lentamente nos anos que se aproximam da maturidade, ao contrário de outros membros do clado Iguanodontia.